# Amadeo Ortega
Amadeo Ortega (... – 17 ottobre 1983) è stato un calciatore paraguaiano, di ruolo attaccante.

## Carriera

### Nazionale
Partecipò al Mondiale del 1930 con la Nazionale paraguaiana.